# Ryszard Sikorski (wojskowy)
Ryszard Sikorski, ps. Szary (ur. 7 lutego 1897 w Warszawie, zm. wiosną 1940 w Charkowie) – kapitan żandarmerii Wojska Polskiego, działacz niepodległościowy, ofiara zbrodni katyńskiej.

## Życiorys
Syn Antoniego i Bronisławy z Kryckich urodzony 7 lutego 1897 w Warszawie, ówczesnej stolicy Królestwa Kongresowego.
Na przełomie 1914 i 1915 był słuchaczem Wolnej Szkoły Wojskowej. 3 września 1915 jako uczeń gimnazjum wstąpił do Legionów Polskich. Służył w 5. kompanii VI batalionu 7 pułku piechoty. 8 listopada 1915 leczył się w szpitalu, a po rekonwalescencji służył w 2. kompanii III batalionu 1 pułku piechoty. Na froncie przebywał łącznie trzynaście miesięcy. Walczył w kampanii wołyńskiej. 22 kwietnia 1917 został odnotowany w Powiatowym Urzędzie Zaciągu w Lubartowie. Od 1918 walczył w szeregach Wojska Polskiego. W 1920 został mianowany podporucznikiem. Od 6 czerwca 1920 do 1 listopada 1921 był dowódcą kolumny taborowej nr 213.
Po zakończeniu działań wojennych pozostał w wojsku jako oficer zawodowy. 1 czerwca 1921 służył w Dowództwie Taborów 9 Dywizji Piechoty, a jego oddziałem macierzystym był 2 dywizjon taborów w Lublinie. Później został przeniesiony do 9 dywizjonu taborów w Brześciu. 3 maja 1922 został zweryfikowany w stopniu porucznika ze starszeństwem od 1 czerwca 1919 i 93. lokatą w korpusie oficerów taborowych. 1 października 1925, w związku z reorganizacją wojsk taborowych, został zatwierdzony na stanowisku w 9 szwadronie taborów w Brześciu. W lipcu 1926, w związku z redukcją stanów liczebnych formacji taborowych, został zatwierdzony na stanowisku w Szefostwie Taborów Dowództwa Okręgu Korpusu Nr IX w Brześciu.
W sierpniu 1927 został przeniesiony z korpusu oficerów taborowych do korpusu oficerów żandarmerii z równoczesnym przeniesieniem z kadry oficerów taborowych do 1 dywizjonu żandarmerii w Warszawie. W dywizjonie pełnił służbę na stanowisku dowódcy plutonu żandarmerii Łomża. 2 grudnia 1930 prezydent RP nadał mu stopień kapitana z dniem 1 stycznia 1931 i 7. lokatą w korpusie oficerów żandarmerii. Z dniem 13 lipca 1933 został przeniesiony do Biura Personalnego Ministerstwa Spraw Wojskowych w Warszawie. W marcu 1939 nadal pełnił służbę w Biurze Personalnym MSWojsk. na stanowisku kierownika referatu 5 łączności i żandarmerii Wydziału III Rezerw.
W czasie kampanii wrześniowej 1939, po agresji ZSRR na Polskę dostał się do niewoli sowieckiej i osadzono go w obozie w Starobielsku. Wiosną 1940 został zamordowany przez funkcjonariuszy NKWD w Charkowie i pogrzebany w bezimiennej mogile zbiorowej w Piatichatkach, gdzie od 17 czerwca 2000 mieści się oficjalnie Cmentarz Ofiar Totalitaryzmu w Charkowie. Figuruje na tzw. liście Gajdideja (poz. 3076).
5 października 2007 minister obrony narodowej Aleksander Szczygło mianował go pośmiertnie na stopień majora. Awans został ogłoszony 9 listopada 2007 w Warszawie, w trakcie uroczystości „Katyń Pamiętamy – Uczcijmy Pamięć Bohaterów”.

## Ordery i odznaczenia
- Krzyż Niepodległości – 24 października 1931 „za pracę w dziele odzyskania niepodległości”[20][21][1][22]
- Krzyż Walecznych[23][15]
- Złoty Krzyż Zasługi – 1938 „za zasługi na polu pracy społecznej”[24][15]
- Srebrny Krzyż Zasługi – 1935 „za zasługi w służbie wojskowej”[25][15]
- Medal Pamiątkowy za Wojnę 1918–1921[2]
- Medal Dziesięciolecia Odzyskanej Niepodległości[2]
- Odznaka „Za wierną służbę”[3]